# Midden-Amerika
Midden-Amerika is een culturele regio van het Noord-Amerikaanse continent. Midden-Amerika omvat Centraal-Amerika en het Caribisch Gebied.

## Definitie
Midden-Amerika is geen apart werelddeel maar wordt beschouwd als een deel van Noord-Amerika. De grens tussen Noord- en Zuid-Amerika ligt bij het Panamakanaal of bij de grens tussen Panama en Colombia.  
De termen Midden- en Centraal-Amerika worden soms door elkaar gebruikt, maar meestal wordt Centraal-Amerika slechts gebruikt om de Centraal-Amerikaanse landbrug aan te duiden, terwijl Midden-Amerika het gehele gebied omvat.
Midden-Amerika dient niet verward te worden met Meso-Amerika, dat een cultureel-historisch gebied is waartoe verschillende precolumbiaanse culturen worden gerekend, hoewel de termen Midden-Amerika en Meso-Amerika elkaar wel deels overlappen.

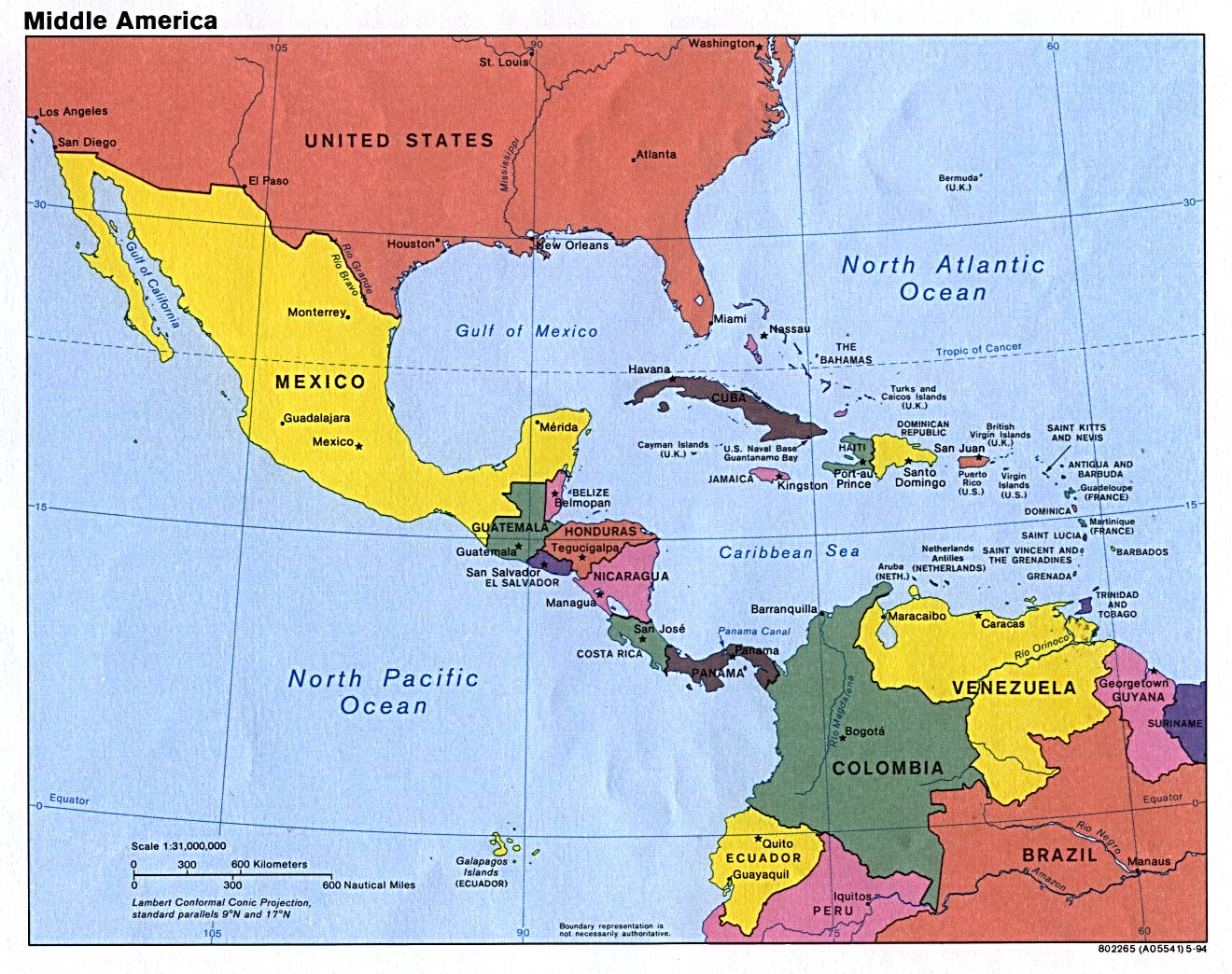
Midden-Amerika

## Staatkundige onderverdeling
De volgende landen en gebieden worden doorgaans tot Midden-Amerika gerekend:

### Onafhankelijke landen
- Antigua en Barbuda
- Bahama's
- Barbados
- Belize
- Costa Rica
- Cuba
- Dominica
- Dominicaanse Republiek
- El Salvador
- Grenada
- Guatemala
- Haïti
- Honduras
- Jamaica
- Mexico
- Nicaragua
- Panama
- Saint Kitts en Nevis
- Saint Lucia
- Saint Vincent en de Grenadines
- Trinidad en Tobago

### Niet-onafhankelijke gebieden
- Amerikaanse Maagdeneilanden
- Anguilla
- Aruba
- Bonaire
- Britse Maagdeneilanden
- Curaçao
- Guadeloupe
- Kaaimaneilanden
- Martinique
- Montserrat
- Puerto Rico
- Saba
- Saint-Barthélemy
- Sint Eustatius
- Saint-Martin
- Sint Maarten
- Turks- en Caicoseilanden

## Geschiedenis
- Mexico heeft na de oorlog met de Verenigde Staten in de 19e eeuw veel grondgebied moeten afstaan aan deze noorderbuur. De Mexicaans-Amerikaanse Oorlog, in de Verenigde Staten bekend als de Mexicaanse oorlog en in Mexico als de Intervención Estadounidense en México (Amerikaanse interventie in Mexico), betrof een gewapend conflict tussen de Verenigde Staten en Mexico in 1846 - 1848. Het volgde op de Amerikaanse annexatie van Texas in 1845, dat Mexico nog steeds als Mexicaans grondgebied beschouwde.
- De huidige afzonderlijke staten Costa Rica, El Salvador, Guatemala, Honduras en Nicaragua vormden ooit een eenheid en vieren nog steeds op dezelfde datum hun nationale feestdag.
- De Federale Republiek Midden-Amerika (Spaans: República Federal de Centroamérica), ook wel de Verenigde Provincies van Midden-Amerika (Provincias Unidas del Centro de América) genoemd in het eerste jaar van oprichting, vormde een soevereine staat in Midden-Amerika, van 1823 tot 1841. Hierbij hoorde ook de zuidelijke Mexicaanse staat Chiapas. In de jaren 30 van de 19e eeuw werd er een zesde staat aan toegevoegd - Los Altos, met als hoofdstad Quetzaltenango - die delen omvatte van de westelijke hooglanden van Guatemala en Chiapas. Kort nadat Midden-Amerika zich in 1821 onafhankelijk had verklaard van het Spaanse rijk, werden enkele van deze landen in 1822 geannexeerd door het Eerste Mexicaanse Rijk en in 1823 vormde Midden-Amerika een federatieve republiek. Van 1838 tot 1840 verviel de federatie in een burgeroorlog, met conservatieven die vechten tegen liberalen en separatisten die streden voor afscheiding. Deze facties waren niet in staat hun ideologische verschillen te overwinnen en de federatie werd ontbonden na een reeks bloedige conflicten.
- Panama is een voormalige provincie van Colombia, die in 1903 daarvan definitief werd afgescheiden.

Noord-Amerika ·
Midden-Amerika (Centraal-Amerika) ·
Zuid-Amerika

Anglo-Amerika ·
Franco-Amerika ·
Ibero-Amerika ·
(Hispano-Amerika ·
Portugees-Amerika) ·
Latijns-Amerika

Antillen ·
Caraïben ·
Guyana ·
Meso-Amerika ·
West-Indië ·
Zuidkegel